# Аруби, Вашингтон
Вашингтон Аруби (англ. Washington Arubi; род. 29 августа 1985, Нортон (Зимбабве)) — зимбабвийский футболист, вратарь клуба «Тшахума Тша Мадзивхандила». Выступал в сборной Зимбабве.

## Карьера

### Клубная
Начинал свою карьеру в клубе «Ланкашир Стил», за который он провёл 29 матчей. Позже переходил в низкие клубы из Зимбабве. В 2012 году он уехал в другую страну — ЮАР, в клуб «Претория Юниверсити». Покинул клуб в 2016 году, сыграв за него 105 матчей в чемпионате. В феврале 2017 года присоединился к южноафриканскому клубу «Стелленбос». В 2018 году покинул команду и перешёл в другой южноафриканский клуб «Суперспорт Юнайтед». В новом клубе он является запасным вратарём. В октябре 2020 года он присоединился к клубу «Тшахума Тша Мадзивхандила», заключив контракт на два года, где был выбран вице-капитаном.

### Сборная
В 2007 году защищал ворота сборной Зимбабве во время Кубка КОСАФА. Принимал участие в матчах квалификации к Кубку африканских наций 2015 года.

## Достижения
«Дайнамоз»
- Чемпион Зимбабве (1): 2011
- Обладатель Кубка Зимбабве (1): 2011